# 梅圖穆
梅圖穆（法語：Métoumou），是馬里的城鎮，位於該國中部，由莫普提區的邦賈加拉省負責管轄，面積200平方公里，海拔高度608米，2009年普查人口總數為13,940人，人口密度每平方公里69.7人。